# حادث الرحلة 540 (خطوط سي إس إيه)

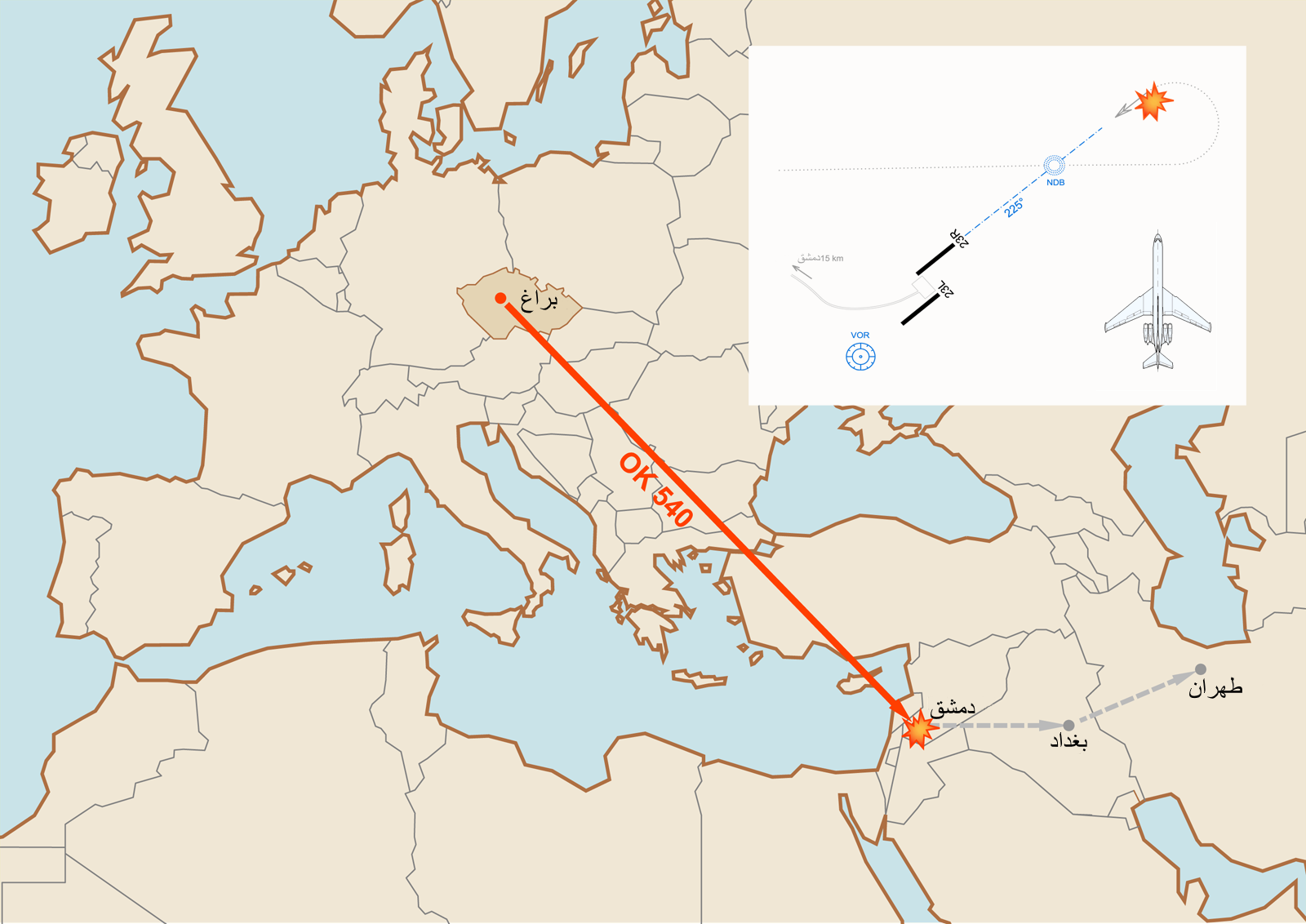
مسار الرحلة جواً.

كانت الرحلة الجوية سي إس إيه 540 (بالإنجليزية: ČSA Flight 540) خدمة دولية منتظمة من براغ إلى طهران عبر دمشق وبغداد. وكانت الرحلة، التي تقوم بها طائرة من طراز إليوشن إل-62، على طريق المدرج 23R في مطار دمشق الدولي يوم 20 أغسطس عام 1975، تراجعت الأحوال الجوية لتصبح سيئة في ذلك اليوم، عندما تحطمت على بعد 17 كم (11 ميل) من المطار. واندلعت فيها النيران على أثر التحطم؛ وقتل بين 126 و 128 راكباً مع طاقم الطائرة في الحادث، تعتبر الحادثة أسوأ كارثة جوية من نوعها في سوريا.

## سبب التحطم
بعد الحادث صرح ناهد الخاني رئيس هيئة الطيران المدني في سوريا بأن مسؤولية الحادث تقع غالباً على عاتق قبطان الطائرة، وتوصل التحقيق إلى الاعتقاد بأن طاقم الطائرة أخطأ في تقدير ارتفاعها بينما كان يستعد للهبوط في مطار دمشق، مما أسفر عن اصطدامها بتلّة.

## الضحايا
قتل في الحادث 126 راكباً، من بينهم 52 تشيكياً و25 سورياً، بينما لم ينجُ إلا اثنين من الركاب: طبيب سوري وطفلة في الثانية من عمرها.
والآن ابنة الدكتور أصبحت دكتورة ايضا ونجت من غزو العراق والحرب الأهلية السورية.

## وصلات خارجية
- ČSA Flight 540 at PlaneCrashinfo.com